# Battaglia di San Gottardo (1705)
La battaglia di San Gottardo del 1705 (szentgotthárdi csata in ungherese), fu combattuta il 13 dicembre 1705 tra le truppe ungheresi (Kuruc) guidate da János Bottyán e l'armata combinata austro-croato-serba al comando del generale austriaco Hannibal von Heister. La battaglia ebbe luogo a Szentgotthárd (Ungheria occidentale, contea di Vas) ed a Nagyfalva (Mogersdorf) (attuale Austria), presso il confine austro-ungherese. L'esito della battaglia fu la vittoria degli ungheresi sulle forze imperiali.
Il 2 novembre 1705, János Bottyán portò avanti una campagna sul Dunántúl. Prima di questa campagna egli poteva contare su una forza di 8 000 uomini ma già a Kecskemét il suo numero venne notevolmente incrementato sino a 30 000.
Il 10 dicembre, Kőszeg capitolò e Bottyán si spostò a Szentgotthárd, dove si trovava Heister. L'esercito kuruc tra Mogersdorf e Szentgotthárd attaccò gli austriaci.
Dopo la battaglia il generale von Heister tornò in Austria e la città di Stadtschlaining (Szalonak) venne liberata.